# Лассе Шене
Лассе Шене (дан. Lasse Schøne, нар. 27 травня 1986, Глоструп) — данський футболіст, півзахисник нідерландського «Неймегена». Грав за національну збірну Данії.

## Клубна кар'єра
Вихованець футбольної школи нідерландського клубу «Геренвен». Дорослу футбольну кар'єру розпочав 2005 року в основній команді того ж клубу, в якій провів один сезон, не взявши, втім, участі у жодній грі чемпіонату. 
Натомість 2006 року перейшов до іншого клубу з Нідерландів, «Де Графсхап», за команду якого відграв наступні два сезони своєї ігрової кар'єри. Більшість часу, проведеного у складі «Де Графсхапа», був основним гравцем команди.
2008 року приєднався до складу «Неймегена». Відіграв за команду з Неймегена протягом чотирьох сезонів 125 матчів в національному чемпіонаті, в яких забив 32 голи.
18 квітня 2012 року уклав трирічний контракт з амстердамським «Аяксом», де відразу став основним гравцем атакувальної ланки. 2014 року був обраним гравцем року амстердамської команди. Згодом подовжував угоду з «Аяксом». Загалом за сім сезонів відіграв за неї 201 матч в національній першості, яку протягом ціх років тричі вигравав.
9 серпня 2019 року уклав дворічний контракт з італійським клубом «Дженоа». Спочатку був серед гравців основного складу генуезької команди, але згодом втратив прихільність тренерського штабу, а в жовтні 2020 року взагалі втратив місце у її заявці. А вже 7 січня 2021 контракт гравця із клубом було розірвано за обопільною згодою.
Продовжив кар'єру в Нідерландах, уклавши у лютому того ж 2021 року піврічний контракт з «Геренвеном», після чого повернувся до «Неймегена», з яким уклав дворічну угоду.

## Виступи за збірні
2001 року дебютував у складі юнацької збірної Данії, взяв участь у 13 іграх на юнацькому рівні, відзначившись 2 забитими голами.
Протягом 2007–2008 років  залучався до складу молодіжної збірної Данії. На молодіжному рівні зіграв у 9 офіційних матчах, забив 1 гол.
2009 року дебютував в офіційних матчах у складі національної збірної Данії. У складі збірної був учасником чемпіонату Європи 2012 року і чемпіонату світу 2018 року.
| Дата       | Місто           | Господарі            | Результат             | Гості      | Турнір                               | Голи | Примітки |
| ---------- | --------------- | -------------------- | --------------------- | ---------- | ------------------------------------ | ---- | -------- |
| 12-8-2009  | Брондбю         | Данія                | 1 – 2                 | Чилі       | товариський матч                     | 1    | 61'      |
| 11-8-2010  | Копенгаген      | Данія                | 2 – 2                 | Німеччина  | товариський матч                     | -    | 46'      |
| 29-3-2011  | Трнава          | Словаччина           | 1 – 2                 | Данія      | товариський матч                     | -    | 61'      |
| 4-6-2011   | Рейк'явік       | Ісландія             | 0 – 2                 | Данія      | Відбір до ЧЄ 2012                    | 1    | 46'      |
| 10-8-2011  | Глазго          | Шотландія            | 2 – 1                 | Данія      | товариський матч                     | -    | 46'      |
| 6-9-2011   | Копенгаген      | Данія                | 2 – 0                 | Норвегія   | Відбір до ЧЄ 2012                    | -    | 70'      |
| 11-11-2011 | Копенгаген      | Данія                | 2 – 0                 | Швеція     | товариський матч                     | -    | 57'      |
| 15-11-2011 | Есб'єрг         | Данія                | 2 – 1                 | Фінляндія  | товариський матч                     | -    | 70'      |
| 29-2-2012  | Копенгаген      | Данія                | 0 – 2                 | Росія      | товариський матч                     | -    | 46'      |
| 26-5-2012  | Гамбург         | Данія                | 1 – 3                 | Бразилія   | товариський матч                     | -    | 65'      |
| 9-6-2012   | Харків          | Нідерланди           | 0 – 1                 | Данія      | ЧЄ 2012 - 1-й етап                   | -    | 74'      |
| 13-6-2012  | Львів           | Данія                | 2 – 3                 | Португалія | ЧЄ 2012 - 1-й етап                   | -    | 90'      |
| 15-8-2012  | Оденсе          | Данія                | 1 – 3                 | Словаччина | товариський матч                     | -    | 46'      |
| 6-2-2013   | Скоп'є          | Північна Македонія   | 3 – 0                 | Данія      | товариський матч                     | -    | 82'      |
| 26-3-2013  | Копенгаген      | Данія                | 1 – 1                 | Болгарія   | Відбір до ЧС 2014                    | -    | 69'      |
| 5-6-2013   | Ольборг         | Данія                | 2 – 1                 | Грузія     | товариський матч                     | -    | 13' 79'  |
| 22-5-2014  | Дебрецен        | Угорщина             | 2 – 2                 | Данія      | товариський матч                     | 1    | 46'      |
| 28-5-2014  | Копенгаген      | Данія                | 1 – 0                 | Швеція     | товариський матч                     | -    | 70'      |
| 3-9-2014   | Оденсе          | Данія                | 1 – 2                 | Туреччина  | товариський матч                     | -    |          |
| 7-9-2014   | Копенгаген      | Данія                | 2 – 1                 | Вірменія   | Відбір до ЧЄ 2016                    | -    | 56'      |
| 25-3-2015  | Орхус           | Данія                | 3 – 2                 | США        | товариський матч                     | -    | 78'      |
| 29-3-2015  | Сент-Етьєн      | Франція              | 2 – 0                 | Данія      | товариський матч                     | -    | 83'      |
| 24-3-2016  | Гернінг         | Данія                | 2 – 1                 | Ісландія   | товариський матч                     | -    | 62'      |
| 29-3-2016  | Глазго          | Шотландія            | 1 – 0                 | Данія      | товариський матч                     | -    | 81'      |
| 3-6-2016   | Toyota          | Боснія і Герцеговина | 2 – 2                 | Данія      | Kirin Cup                            | -    | 61'      |
| 7-6-2016   | Суйта           | Данія                | 4 – 0                 | Болгарія   | Kirin Cup                            | -    | 86'      |
| 15-11-2016 | Млада Болеслав  | Чехія                | 1 – 1                 | Данія      | товариський матч                     | -    |          |
| 26-3-2017  | Клуж-Напока     | Румунія              | 0 – 0                 | Данія      | Відбір до ЧС 2018                    | -    | 69'      |
| 6-6-2017   | Брондбю         | Данія                | 1 – 1                 | Німеччина  | товариський матч                     | -    | 46'      |
| 10-6-2017  | Нур-Султан      | Казахстан            | 1 – 3                 | Данія      | Відбір до ЧС 2018                    | -    | 46'      |
| 4-9-2017   | Єреван          | Вірменія             | 1 – 4                 | Данія      | Відбір до ЧС 2018                    | -    | 78'      |
| 8-10-2017  | Копенгаген      | Данія                | 1 – 1                 | Румунія    | Відбір до ЧС 2018                    | -    | 83'      |
| 22-3-2018  | Брондбю         | Данія                | 1 – 0                 | Панама     | товариський матч                     | -    | 64'      |
| 27-3-2018  | Ольборг         | Данія                | 0 – 0                 | Чилі       | товариський матч                     | -    |          |
| 2-6-2018   | Стокгольм       | Швеція               | 0 – 0                 | Данія      | товариський матч                     | -    | 60'      |
| 9-6-2018   | Брондбю         | Данія                | 2 – 0                 | Мексика    | товариський матч                     | -    | 62'      |
| 16-6-2018  | Саранськ        | Перу                 | 0 – 1                 | Данія      | ЧС 2018 - 1-й етап                   | -    | 36'      |
| 21-6-2018  | Самара          | Данія                | 1 – 1                 | Австралія  | ЧС 2018 - 1-й етап                   | -    |          |
| 1-7-2018   | Нижній Новгород | Хорватія             | 1 – 1 д.ч. (3-2 п.п.) | Данія      | ЧС 2018 - 1/8 фіналу                 | -    | 46'      |
| 9-9-2018   | Орхус           | Данія                | 2 – 0                 | Уельс      | Ліга націй УЄФА 2018-2019 - 1-й етап | -    |          |
| 13-10-2018 | Дублін          | Ірландія             | 0 – 0                 | Данія      | Ліга націй УЄФА 2018-2019 - 1-й етап | -    |          |
| 16-11-2018 | Кардіфф         | Уельс                | 1 – 2                 | Данія      | Ліга націй УЄФА 2018-2019 - 1-й етап | -    | 79'      |
| 19-11-2018 | Орхус           | Данія                | 0 – 0                 | Ірландія   | Ліга націй УЄФА 2018-2019 - 1-й етап | -    |          |
| 26-3-2019  | Базель          | Швейцарія            | 3 – 3                 | Данія      | Відбір до ЧЄ 2020                    | -    | 70'      |
| 7-6-2019   | Копенгаген      | Данія                | 1 – 1                 | Ірландія   | Відбір до ЧЄ 2020                    | -    | 73'      |
| 5-9-2019   | Гібралтар       | Гібралтар            | 0 – 6                 | Данія      | Відбір до ЧЄ 2020                    | -    | 77'      |
| 8-9-2019   | Тбілісі         | Грузія               | 0 – 0                 | Данія      | Відбір до ЧЄ 2020                    | -    | 73' 87'  |
| 12-10-2019 | Копенгаген      | Данія                | 1 – 0                 | Швейцарія  | Відбір до ЧЄ 2020                    | -    | 65'      |
| 15-11-2019 | Копенгаген      | Данія                | 6 – 0                 | Гібралтар  | Відбір до ЧЄ 2020                    | -    | 54'      |
| 18-11-2019 | Дублін          | Ірландія             | 1 – 1                 | Данія      | Відбір до ЧЄ 2020                    | -    | 33' 84'  |
| 28-3-2021  | Гернінг         | Данія                | 8 – 0                 | Молдова    | Відбір до ЧС 2022                    | -    | 77'      |
| Усього     |                 | Матчів               | 51                    |            | Голів                                | 3    |          |

## Титули і досягнення
- Чемпіон Нідерландів (3):

«Аякс»: 2012-13, 2013-14, 2018-19
- Володар Суперкубка Нідерландів (2):

«Аякс»: 2013, 2019
- Володар Кубка Нідерландів (1):

Аякс: 2018-19